# リットル
リットル（仏: litre, 英: litre, 単位記号: L, l）は体積の非SI単位である。
その定義は1901年と1964年に2度変更された（後述）が、現在の定義は 10−3立方メートル (m3) = 1立方デシメートル (dm3) = 1000立方センチメートル (cm3) である。すなわち、1辺が1デシメートル (1 dm = 10 cm) の立方体の体積である。
メートル法の古い単位かつ非SI単位であるが「SI単位と併用できる非SI単位」の一つである。
なお、リットルが容積の単位であるとされて液体を量る際に使われていた時代があったが、物理量としては「容積」は「体積」と同一であるので、現在では、リットルの定義において「容積」の語は用いられない。食品表示基準などでも同じである。

## 語源および表記
リットルの語源はフランス語の litron であり、litron はギリシア語: λίτρα およびラテン語: litra に由来する。
英語での発音（英: litre, [ˈliːtə(r)]：リーター）から、日本ではリッターと表記し発音されることがある。
日本では1952年（昭和27年）2月29日まで漢字で立(立突の略)と書かれていた。
ただし、1952年3月1日の計量法施行後はリッターの表記も、立(立突)の表記も法律上は認められていない。

## 英語表記
BIPMが発行するSI文書（フランス語版＋英語版、および英語版）では、リットルの英語表記としてISO 31「量と単位」(Qunatities and Unites) に従い、一貫して、“litre” を使用している。英国においても同じである。liter の綴りが使用されることは全くない。
ただし、アメリカ合衆国においてのみ、例外的に“liter” を使用している。この理由は、合衆国政府印刷局のUnited States Government Printing Office Style Manual が “liter” を使用していることを根拠に、アメリカにおいてSIを所管しているNISTがSI文書のアメリカ版である NIST Special Publication 330 において liter の綴りを採用しているからである。このためアメリカ国内では liter の表記が普通である。
アメリカが行っているその他の表記の変更事例としては、メートルを metre → meter、デカを deca → deka、トンを tonne → metric ton がある（ただし、tonne については、SI文書でも「英語圏では通常 metric ton と呼ばれている」と注記している）。
SI文書の日本語版では、CIPMの決定に従って、それぞれ litre, metre, deca としている。これは、JIS規格などの基準書類でも同じであり、liter と綴られることはない。

## 定義の変更による混乱
SIや他の国際標準では、リットル系と立方メートル系の使い分けについての明確な記述はないが、1964年の国際度量衡総会は「リットルという名称は、高精度の体積測定の結果を表すためには使用されないよう勧告する」としている。これは精度の問題ではなく、次項で述べるように、リットルの定義が2回変更されて混乱する可能性があったためである。1901年から1964年までのリットルの定義は 1.000028 dm3 であったので、NISTは、この間の精密なデータを扱う場合には、この点に留意するように注意を与えている。

## 歴史
1793年、リットルはフランスの「共和党法案」で、新しい公定単位の一つとして提案された。その定義は、1立方デシメートル (dm3) であった。名前は、フランスの伝統的な単位リトロン (litron) ≒ 0.78 L に因むもので、ギリシャ語からラテン語を経由してフランス語に取り入れられた。
1879年、国際度量衡委員会 (CIPM) はリットルの定義および小文字の l（小文字のエル）をその記号とすることを採択した。
1901年、第3回国際度量衡総会 (CGPM) は、「1. 高精度測定のための体積の単位は，最大密度で，標準大気圧の下にある1キログラムの純水によって占められる体積であり，その体積を「リットル」と称する．」と声明した。
キログラムの本来の定義によれば、これは1立方デシメートルと等しいはずである。しかし、実際にはキログラムの定義に使用されているキログラム原器が本来の定義よりも重くできてしまったため、1リットルは1立方デシメートルよりも少しだけ大きいことになった。そこで、国際度量衡局 (BIPM) が、1キログラムの水の体積を精密に繰り返して測定した。実際は1立方デシメートルの純水の質量を測定した。しかし条件を揃えたつもりでも、測定のたびに1ミリグラム台の差が出てしまった。先のリットルの定義では、最大密度であることと標準大気圧下であることを規定しているが、水の密度には他にも多数の条件が関わっており、それを全て揃えるのは非常に難しいためである。
| 測定者       | 測定値 L/dm3 |
| ------------ | ------------ |
| ギヨーム     | 1.000029     |
| シャピュイユ | 1.000027     |
| レピネーラ   | 1.000028     |

結局、1907年にBIPMは表の3つの測定結果を示した上で「BIPMに課せられた水の1キログラムの体積を決定する仕事は、最高の精度をもって達せられた」と報告し、いわば「匙を投げた」状態となった。
そのため、各国で採用する値が異なるという事態を招いた。例えば日本では 1.000028 dm3 を採用し、アメリカでは 1.000029 dm3 を採用していた。このため、1960年の第11回CGPMは、CIPMにこの問題を検討するよう要請した。
この検討の結果、1964年の第12回CGPMは、1901年の定義を廃止して、メートルに基づいた元の定義の1リットル ≡ 1立方デシメートルに戻し、リットルは立方デシメートル (dm3) の別名称であることを声明すると同時に、高精度の体積測定の結果を表すためにはリットルを使用しないよう勧告した。
定義の変更による混乱を避けるために、新しい定義のリットルには「新リットル」という名称が与えられ、（旧）リットルと区別する必要がある場合に使われたが、現在は単にリットルと呼ぶ。

## 記号のゆれ
リットルの単位記号は国際単位系 (SI) の規定では、大文字・立体の L または小文字・立体の l が正しい。日本の計量法上も同じである。

### l から L へ
当初、リットルを表す単位記号は小文字・立体の l だけであった。SIにおいては、人名に由来する単位については記号の一文字目を大文字にし、それ以外の単位は全て小文字で書くことになっていたからである。しかし、多くのラテン文字を由来とする文字を使用する国では、筆記体のアラビア数字の 1 を単に垂直の線のみで示すのが一般的であり、これとラテン文字の小文字の l とは酷似しているため、誤認されることがあった。
1979年、第16回CGPMは、小文字・立体の l 以外に大文字・立体の L もリットルの新たな単位記号として用いることを採択した。また、将来この2つのうちのどちらか1つのみを正式なものとして選択されるべきであると表明されたが、1990年の会議ではまだその時期ではないとされた。
したがって、現在でも l と L のどちらを用いても正しいが、日本では産業技術総合研究所が、大文字・立体の L を使用することを推奨している。法令においても例えば農林水産省の「飼料及び飼料添加物の成分規格等に関する省令」は、「L」を用いることを規定している。
一方、アメリカ標準技術局 (NIST) は、SP811において、アメリカ合衆国では大文字 L を使用すると規定している。このためSI文書のNISTバージョンであるSP330においてもリットルの記号として L のみを掲げている。なお、合衆国政府印刷局のStyle Manualにおいても、大文字 L を使用すると規定している。
このような事情から、現在では日本においても、記号 L の使用が優勢となっている。

### 記号の由来についての冗談
リットルに大文字「L」を用いるのは、その由来がクロード・リットル (Claude Émile Jean-Baptiste Litre) という人名によるものである、という冗談をケネス・ウールナー (Kenneth Woolner) が1978年のエイプリル・フールのジョークとして教師向けの化学のニュースレターに載せ、それが1980年に国際純正・応用化学連合 (IUPAC) の雑誌 Chemistry International に事実として記載され、同雑誌の次号において撤回されるという事件があった。詳細はクロード・リットルを参照のこと。

### ℓから L へ
リットルの単位記号として、小文字の l の活字体ではなく小文字・筆記体・立体の ℓ (U+2113) が日本をはじめとするいくつかの国で用いられることがある。日本の初等および中等教育でも ℓ を用いるように教えていた。しかし、前記の通り、国際度量衡局 (BIPM)、国際標準化機構 (ISO) やその他の国際標準機関においても、日本の計量法体系においても、この記号は認められていない。
また、筆記体のエルのほか、中学高校の教科書では斜体字のエル {\displaystyle l} を用いているものもあったが、計量単位は立体で書き、斜体字は物理量の変数を表すことになっているため、単位の取扱いとしては誤りである。このため2006年度の教科書検定では、高校物理IIおよび高校化学IIの教科書では立体の L に表記を変更する措置がとられた。この結果、2012年現在、ほとんどの高校の教科書で立体の L や l が用いられており、ℓ の表記はほぼ使われていない。
小学校の教科書においても、2011年度からは、L が使用されている。2009年6月の小学校学習指導要領解説 算数編では、リットルの単位記号として小文字の「l」が用いられていたが、2011年の教科書検定から、単位記号は、大文字の「L」を使用するように検定意見が付き、各教科書とも、L を使用し始めた。これは、教科用図書検定基準が改定され、計量単位の記号については、「SIと併用される単位」についても、SI文書の表記によることとされたためである。
現在では、日本の一般的な小売の商品の印刷面やスーパーマーケットなどでの表記でも、大文字立体の L が多く用いられるようになってきている。ただし、2019年時点でも店頭における商品のパッケージ上の記述は統一されていないため、小学校の教科書では、Lとは異なる記号が使われていることに注意を促しているものがある。
縦書き表記では、立体の l を使用することはほとんどなく、L が使用されることもまれで、もっぱら ℓ が使用されるか、SI接頭語の記号 + ℓ（mℓ 等）を縦中横にしたり、㍑ の形の組文字を使用することが多い。
文字コードでは、2000年に規格化された文字コード規格のJIS X 0213は、リットルを表す記号として面区点位置1-3-63に ℓ を追加採用した。ただし、この図形文字の追加は、リットルの記号として L や l の使用の制限を意図するものではないとしている。
Unicodeでは U+2113 に ℓ を SCRIPT SMALL L として liter (traditional symbol) の説明つきでリットル用の記号としてコードが割り当てられており、数学用に使用される筆記体の l である U+1D4C1, 𝓁, MATHEMATICAL SCRIPT SMALL L とは区別して定めている。

### 酒類の表示
国税庁は、酒類の内容量の表示について次のように指示している。根拠は、「酒税の保全及び酒類業組合等に関する法律」第86条の5（酒類の品目等の表示義務） である。
- 「内容量」の文字に続けて、「L」、「ml」、「mL」、「ℓ」、「mℓ」又は「リットル」、「ミリリットル」と表示しなければならない。  
  - 注）大文字「М」は「メガ」を表す接頭語のため使用しないこと[41]。

上記の表示のうち、「リットル」、「ミリリットル」は計量単位の名称である。単位記号のうち、「L」、「ml」、「mL」の3つが、計量法が標準として定めている記法であるが、「ℓ」、「mℓ」の2つはそうではない。

## 倍量・分量単位
リットルは非SI単位であるが、国際単位系の規定でも計量法の規定でもSI接頭語を付加することができる。

### 分量単位

#### ミリリットル
日本の日常生活では1000分の1リットルであるミリリットル (mL) がよく使われ、これは、立方センチメートル (cm3) に等しい。この二者は混用されることもあるが、製品の種別や場合によっては片方のみがもっぱら使われる。液状の医薬品や化粧品、調理のレシピではミリリットルが用いられ、内燃機関の容積を細かく記述する際は立方センチメートルが用いられる（大まかに記述する際はリットルを用いる）。
なお、立方センチメートル (cm3) のことを cc（立方センチメートル、フランス語: centimètre cubeの略）とも表記することがあるが、SIでは使用を認めておらず、いくつかの理由から、使わないほうがよい。

#### デシリットル

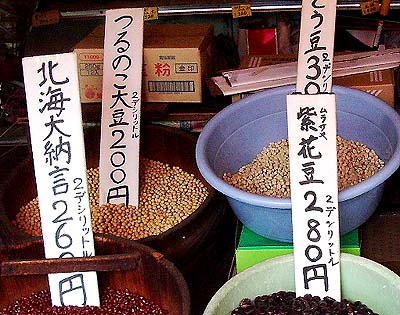
豆類の販売にデシリットルが用いられている。

日本では、10分の1リットルであるデシリットル (dL) は、実生活ではあまり使われていない。しかし小学校2年生の算数の教科書で教えられている。これは水筒（0.8 L程度）やペットボトル（0.5 L程度）の体積を示して体積（「かさ」としている。）の単位を教えるのであるが、小学校2年生の段階では、小数点を習っていないため、0.8 L、0.5 L とは教えず、8 dL、5 dL として教えるためである。
この単位は、主として豆や穀類を小売りする際に用いられている（2005年9月現在）。計量法の施行により、従来使われてきた尺貫法ベースの計量単位が商取引に使えなくなったため、1合（約 1.8039 デシリットル）に比較的近い2デシリットルを販売の基準としている（写真参照）。また、血糖値の単位として mg/dL（ミリグラム毎デシリットル）が用いられる。

#### センチリットル
ヨーロッパでは100分の1リットル (10 cm3) であるセンチリットル (cL) が、飲料の容量などによく使われる。「EUにおける食品ラベルに関する表示規則(理事会指令76/211/EEC)」において、液体の容量表示は、「cL」と規定されている（ただしワイン類については附則でmL表示が認められている）。

#### その他の分量単位
生化学、塗装・印刷など微量の液体を扱う分野では、マイクロリットル (µL)、ナノリットル (nL)、ピコリットル (pL)、フェムトリットル (fL)、アトリットル (aL) も使われる。立方ミリメートル (mm3)、立方マイクロメートル (µm3) 等は、単位の間が9桁も開いていて使いづらいからである。これより小さなSI接頭語を付けた単位も一応は考えられるが、実際に用いられた例はない。

### 倍量単位
倍量単位としてはリットルの1000倍であるキロリットル (kL) がよく使われ、1立方メートル (m3) に等しい。これより大きなSI接頭語をつけることも許されているが、実用上メガリットル (ML) 以上はほとんど使われない。また10倍および100倍を表すSI接頭語であるデカおよびヘクトを付けた、デカリットル (daL) およびヘクトリットル (hL) といった単位も一応は考えられ、後述のようにこれらを表す漢字（和製漢字・国字）も作られたが、これらも現実的には用いられていない。
| 倍量   | 名称           | 記号 | SI単位           |         | 分量             | 名称 | 記号    | SI単位 |
| 100 L  | リットル       | L    | 103 cm3(1 dm3)   |         |                  |      |         |        |
| 101 L  | デカリットル   | daL  | 104 cm3(101 dm3) | 10−1 L  | デシリットル     | dL   | 102 cm3 |        |
| 102 L  | ヘクトリットル | hL   | 105 cm3(102 dm3) | 10−2 L  | センチリットル   | cL   | 101 cm3 |        |
| 103 L  | キロリットル   | kL   | 1 m3             | 10−3 L  | ミリリットル     | mL   | 1 cm3   |        |
| 106 L  | メガリットル   | ML   | 103 m3(1 dam3)   | 10−6 L  | マイクロリットル | µL   | 1 mm3   |        |
| 109 L  | ギガリットル   | GL   | 106 m3(1 hm3)    | 10−9 L  | ナノリットル     | nL   | 106 µm3 |        |
| 1012 L | テラリットル   | TL   | 1 km3            | 10−12 L | ピコリットル     | pL   | 103 µm3 |        |
| 1015 L | ペタリットル   | PL   | 103 km3          | 10−15 L | フェムトリットル | fL   | 1 µm3   |        |
| 1018 L | エクサリットル | EL   | 106 km3          | 10−18 L | アトリットル     | aL   | 106 nm3 |        |
| 1021 L | ゼタリットル   | ZL   | 1 Mm3            | 10−21 L | ゼプトリットル   | zL   | 103 nm3 |        |
| 1024 L | ヨタリットル   | YL   | 103 Mm3          | 10−24 L | ヨクトリットル   | yL   | 1 nm3   |        |
| 1027 L | ロナリットル   | RL   | 106 Mm3          | 10-27 L | ロントリットル   | rL   | 106 pm3 |        |
| 1030 L | クエタリットル | QL   | 1 Gm3            | 10-30 L | クエクトリットル | qL   | 103 pm3 |        |

### 漢字
漢字圏では「立脱耳」や「立突」という漢字が当てられ、日本では「立」と略すようになった。それを使って下記のような国字が作られた。現在ではこれらの表記は計量法上は全く認められていない。
- 竏 - キロリットル (kL)
- 竡 - ヘクトリットル (hL)
- 竍 - デカリットル (daL)
- 竕 - デシリットル (dL)
- 竰 - センチリットル (cL)
- 竓 - ミリリットル (mL)
- 竗[注釈 6] - マイクロリットル (µL)

ちなみに、「立米」は「りゅうべい」と読み、立方メートルのことである。
中華人民共和国では、尺斤法の升が偶然にもほぼ1リットルだったため、尺斤法をメートル法で再定義する際、升を1リットルと定義し、リットルを表すにも升を使うようになった。

### 符号位置
| 記号 | Unicode | JIS X 0213 | 文字参照          | 名称             |
| ---- | ------- | ---------- | ----------------- | ---------------- |
| ℓ    | U+2113  | 1-3-63     | &#x2113; &#8467;  | リットル         |
| ㎕   | U+3395  | -          | &#x3395; &#13205; | マイクロリットル |
| ㎖   | U+3396  | -          | &#x3396; &#13206; | ミリリットル     |
| ㎗   | U+3397  | -          | &#x3397; &#13207; | デシリットル     |
| ㎘   | U+3398  | -          | &#x3398; &#13208; | キロリットル     |
| ㍑   | U+3351  | 1-13-40    | &#x3351; &#13137; | 全角リットル     |

Unicodeには、リットルとその分量・倍量単位を表す上記の文字が収録されている。このうち、文字様記号である ℓ 以外はCJK互換用文字であり、既存の文字コードに対する後方互換性のために収録されているものであって、使用は推奨されない。
JIS X 0213における図形文字「ℓ 」の追加は、リットルの記号として L や l の使用の制限を意図するものではない（#ℓ から L へ）。